# 넷PC
넷PC(NetPC, 넷피시)는 디스크가 없는 PC의 표준이다. 1990년대 중순 오라클이 시작한 네트워크 컴퓨터 표준과 경쟁한다.